# Gino Coppedè

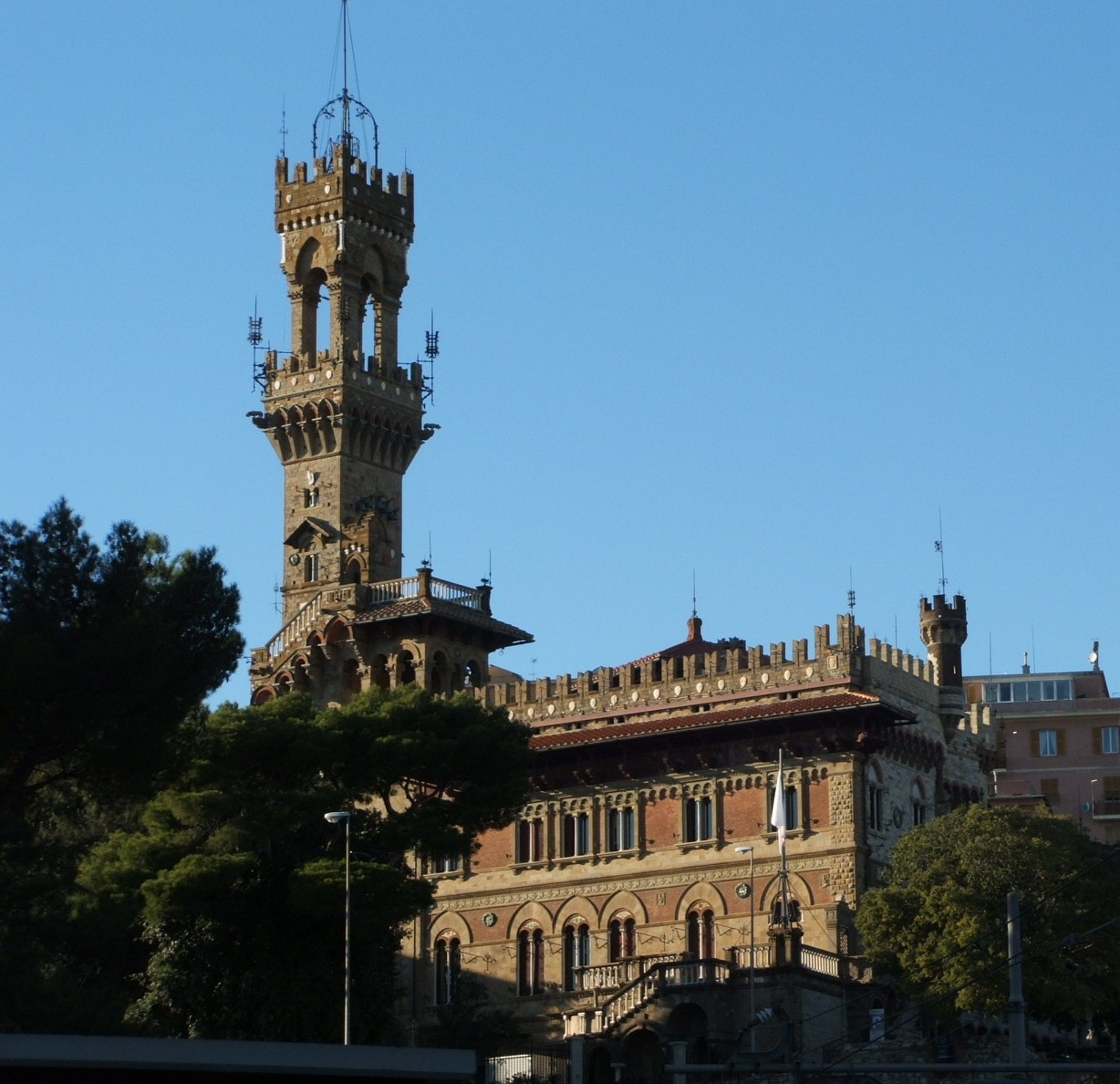
Zamek Mackenzie (Genua)

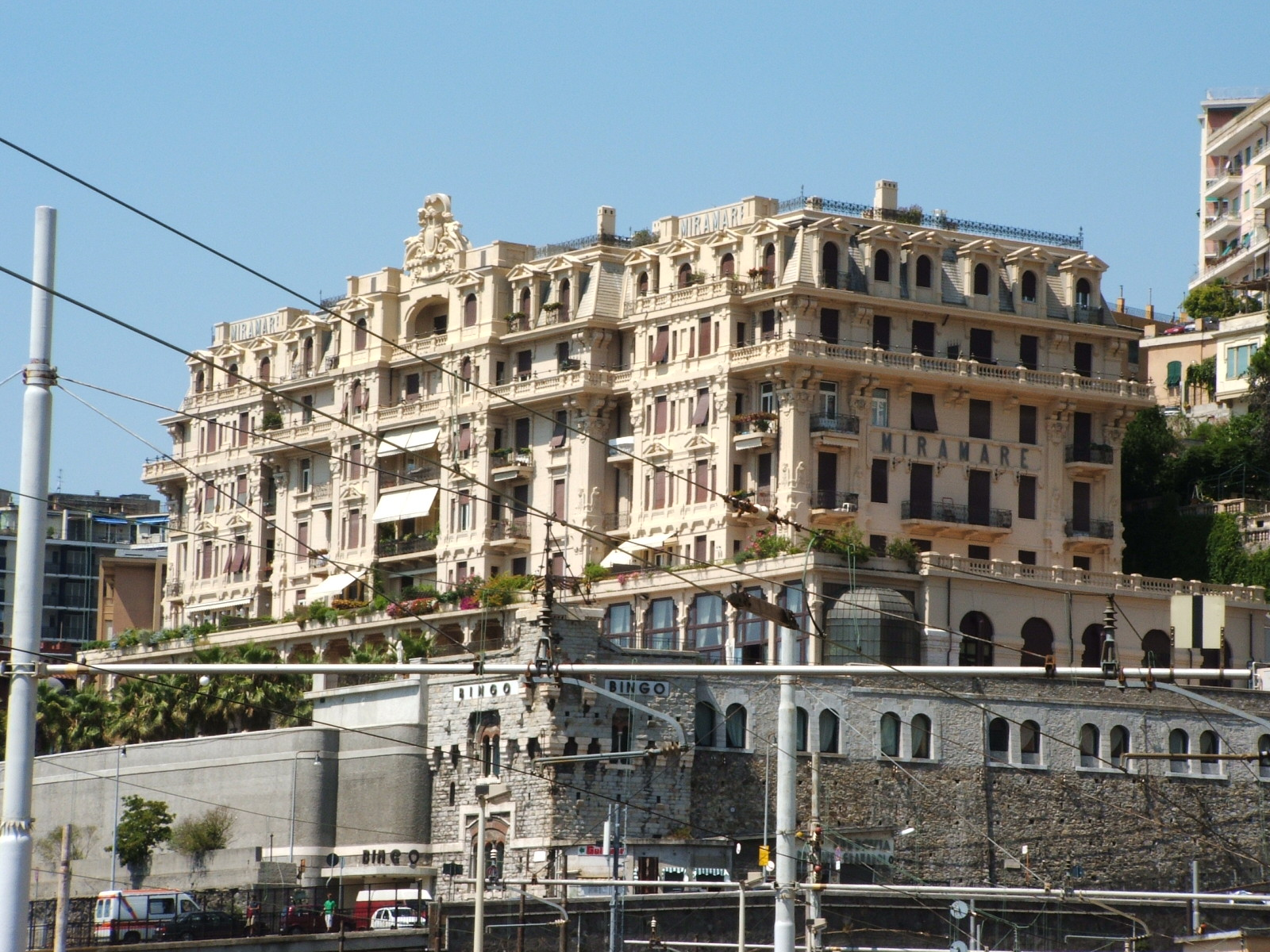
Grand Hotel Miramare (Genua)

Gino Coppedè (ur. 26 września 1866 we Florencji; zm. 20 września 1927 w Rzymie) – włoski architekt rzeźbiarz i dekorator, przedstawiciel eklektyzmu, znany z budowy willi i pałaców. Profesor Akademii Sztuk Pięknych we Florencji.

## Biografia i działalność
Gino Coppedè urodził się 26 września 1866 roku we Florencji jako syn snycerza Mariana i Antonietty Bizzarri. Swoją edukację rozpoczął w Scuole Pie, następnie uczęszczał do Scuola professionale di arti decorative industriali (1884–1891). Praktykę zawodową zdobywał w warsztacie ojca, Casa artistica. Równocześnie podjął współpracę z kilkoma architektami toskańskimi, co przekonało go, aby poświęcić się architekturze; Takie podejście było zgodne z jego studiami. W latach 1891–1896 ukończył studia architektoniczne w Akademii Sztuk Pięknych. Pierwszym dziełem młodego architekta były dwie przebudowy: pałacu Wollemborga w Padwie i pałacu senatora Sanguinettiego w Bolonii. Jednak jego pierwszym, wielkim sukcesem stał się projekt i budowa zamku Mackenzie w Genui. Budowę zamku zlecił mu w 1897 roku szkocki ubezpieczyciel, Evan Mackenzie, przedstawiciel firmy Lloyd’s w Genui i zamożny kolekcjoner sztuki, który odwiedzał we Florencji warsztat stolarski i artystyczny ojca Gina Coppedè. Zamek miał być zbudowany na jednym ze wzgórz Genui, a inspiracji do jego projektu miała dostarczyć toskańska architektura zamkowa. Zamek i otaczający park zrealizowano w latach 1897–1902. Architektura zamku wpisuje się w nurt historyzmu, rozpowszechnionego wówczas we Włoszech, a zwłaszcza w Genui. W dziele Coppedè doszła do głosu jego zdolność do łączenia różnych stylistycznych i dekoracyjnych wzorców z przeszłości, zaczerpniętych z jednej strony z tradycji Toskanii oraz ze sztuki antycznej, a z drugiej – z rodzącego się stylu secesyjnego. Jeszcze przed ukończeniem prac budowlanych prasa europejska umieściła zamek wśród tych miejsc w Genui, których przy zwiedzaniu nie można pominąć; również prasa lokalna poświęciła mu entuzjastyczne strony określając go jako „kaprys królewski” („cappriccio di re”). Coppedè przeniósł się z rodzinnego miasta do Genui ze swoją młodą żoną, Beatrice Romanelli (z którą ożenił się w 1889 roku), pozostał jednak związany z Florencją i z Casa artistica. Zbudowany dla Mackenziego zamek stał się dla niego punktem wyjścia dla jego późniejszych, znaczących realizacji w Genui, takich jak zamek Türcke Boccadasse (1903), zamek Bruzzo w Castelletto (1906–10) czy Villa Canali-Gaslini przy corso Italia (1922–1924). Zbudował również kilka podobnych obiektów w Toskanii (zamek Frisoniego w Bucine, Arezzo z 1906 roku i willa Rolandiego-Ricciego w Lido di Camaiore koło Viareggio z lat 1909–1910) w Lombardii (willa Biancardiego w Codogno) i Szwajcarii (willa Cattaneo w Lugano, zbudowana około roku 1912).
Ale jego działalność nie ograniczała się tylko do wyżej wymienionych, malowniczych obiektów, wymyślnie zlokalizowanych na wybrzeżach liguryjskich lub na otwartych terenach wiejskich; Coppedè często miał okazję zmierzyć się z problemami budowy w największych ośrodkach miejskich wykazując w tym przypadku dostosowanie się do języka neorenesansowego, uważanego za jeden z najwyższych estetycznych ideałów w architekturze. Przykładem jest tu pałac, zbudowany w latach 1903–1908 dla komandora Pastorino przy Corso Andrea Podestà w Genui, czy współczesne mu pałace Bogliolo i Zuccarino, jak również pałac przy via Maragliano (1907) (wszystkie w Genui) lub, w przypadku niektórych rozwiązań dekoracyjnych, hotel Miramare, w którym zawarł antycypację rozwiązań, zastosowanych w większej skali w Rzymie. Zaprojektował poza tym pawilon Sampierdarena, zaprezentowany na mediolańskiej wystawie Pro Sempione w 1906 roku a później, plan pawilonów w ramach projektu Mostra di marina ed igiene marinara (1909–1910).
Po wojnie (podczas której założył kilka szpitali polowych) wznowił pracę zawodową. Uczestniczył w odbudowie Mesyny, gdzie zbudował wille i pałac Costarelli, pałace Bonanno i Treni, willę w Terracina (1917, obecnie zniszczoną). Związał się z rodziną Cerruti i jej bankiem. Został architektem Società anonima Edilizia moderna, dla której zrealizował liczne projekty, zwłaszcza zespół budynków wybudowanych w Rzymie z tyłu piazza Quadrata (obecnie piazza Buenos Aires). Inne jego prace to: pałac przy via Partenope w Neapolu i zamek zbudowany po 1924 roku w Sewilli dla markiza de la Motilla, a ukończony w roku 1931 przez architekta Winnera Travera. Jednym z jego ostatnich przedsięwzięć był budynek zbudowany dla Società anonima Edilizia moderna w Rzymie przy via Veneto, ukończony w 1927 roku. Zmarł w Rzymie 20 września tego samego roku.

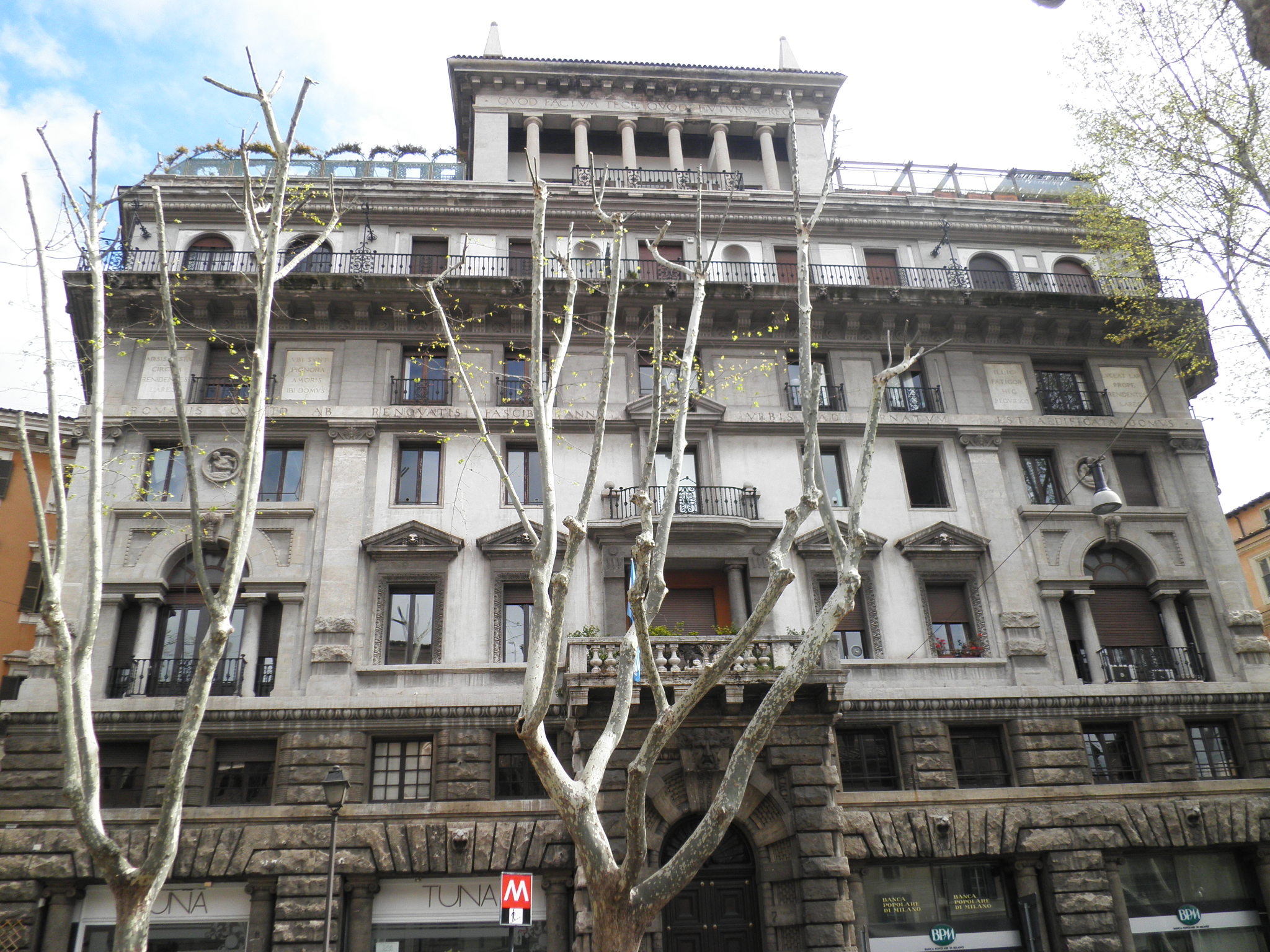
Pałac przy via Veneto (Rzym)
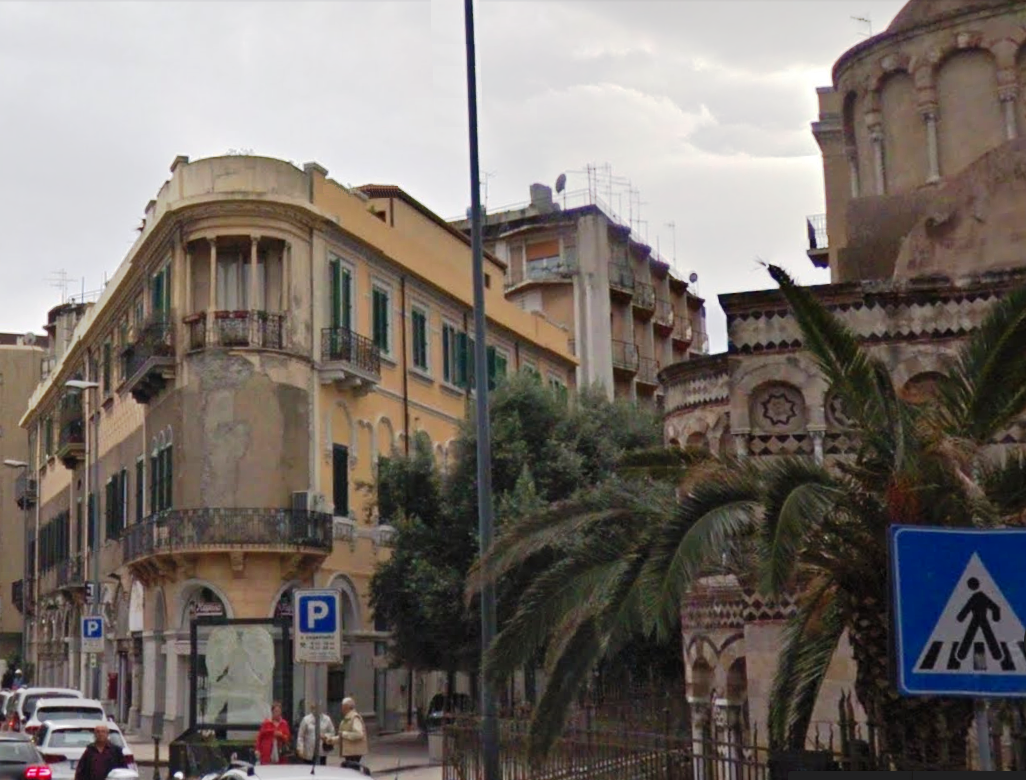
Pałacyk Coppedè (Mesyna)
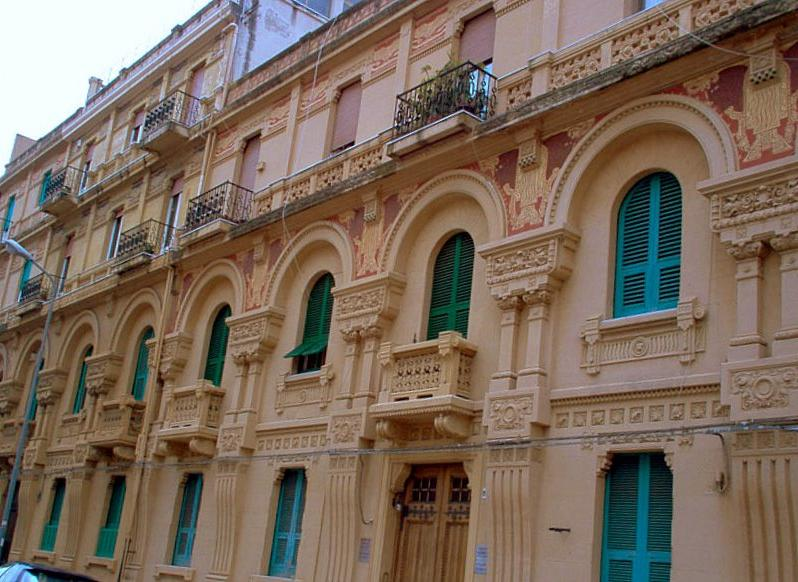
Pałace Gallo i Termi (Mesyna)
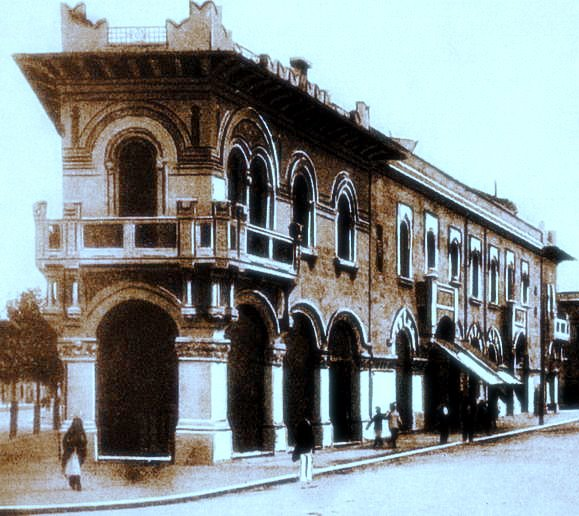
Pałac Magaudda (Mesyna)
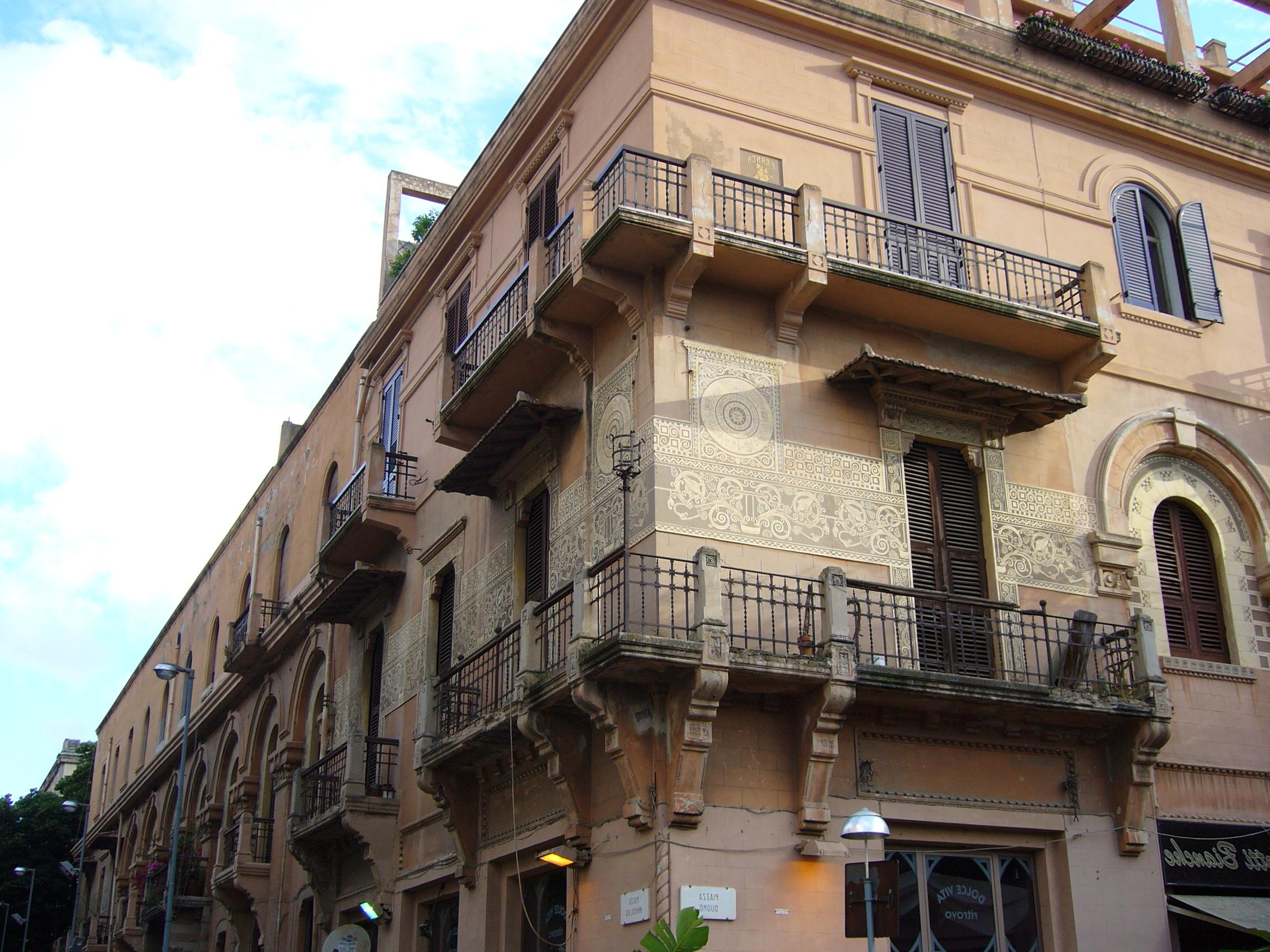
Pałac Zodiaco (Mesyna)

## Tytuły i wyróżnienia
Coppedè był akademikiem licznych akademii (we Florencji, Genui, Perugii, Urbino), otrzymał dyplom z inżynierii i architektury w Regia Scuola di applicazione per gli ingegneri w Rzymie. Był kawalerem, był następnie oficerem Orderu Korony Włoch. Pełnił rolę jurora w licznych konkursach architektonicznych. W 1917 roku został wykładowcą architektury ogólnej na Uniwersytecie w Pizie; Ta ostatnia działalność związana była z jego publikacją historyczną, Galeazzo Alessi e il fiorire del Barocco a Genova (Genua, 1913).